# Катмаков Гліб Борисович
Глі́б Бори́сович Катмаков — підполковник
Збройних сил України, учасник російсько-української війни.

## Життєпис
Випускник 2014 року Академії сухопутних військ імені гетьмана Петра Сагайдачного.
Станом на грудень 2018 року — начальник 15 Навчального курсу факультету Бойового Застосування військ в Академії сухопутних військ імені гетьмана Петра Сагайдачного.

## Нагороди
За особисту мужність і героїзм, виявлені у захисті державного суверенітету та територіальної цілісності України, вірність військовій присязі під час російсько-української війни, відзначений — нагороджений
- 13 серпня 2015 року — орденом Богдана Хмельницького III ступеня.